# 거미줄곰팡이

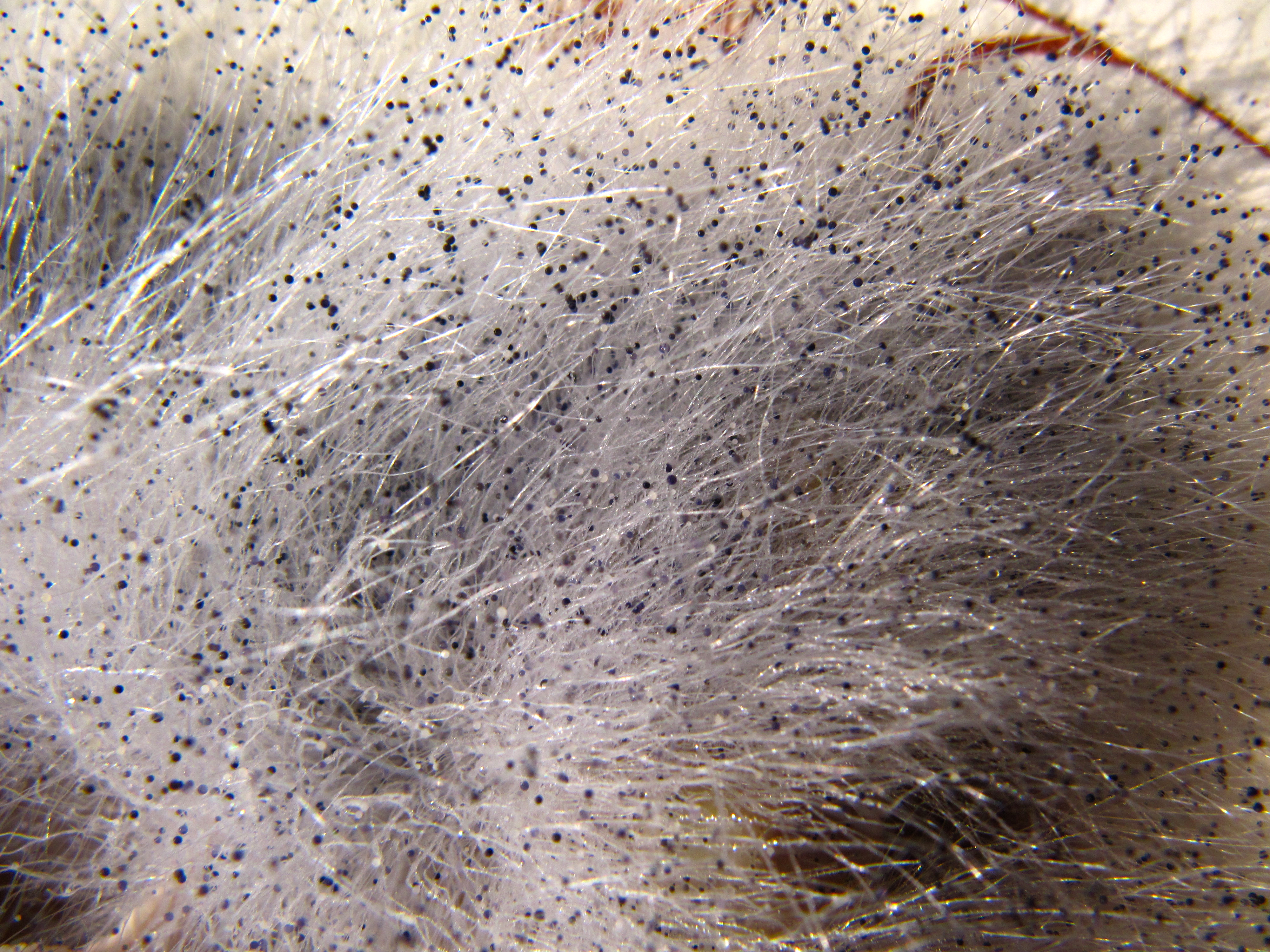

거미줄곰팡이(Rhizopus nigricans)는 조균류 털곰팡이과의 곰팡이이다.
일반적으로 부생이지만 저장중인 고구마나 딸기를 영양원으로 이용하기도 한다. 균사체가 발달되어 있어서 군데군데 헛뿌리가 나 있으며, 이 헛뿌리로부터 곧게 선 몇 개의 포자낭 자루가 생긴다. 포자낭은 건조한 공기에 닿으면 외벽이 가늘게 벌어져 포자가 바람에 날려가게 되는데, 그 후 포자는 싹이 터 균사체가 된다. 한편, 유성 생식에서는 뻗어나온 2개의 균사가 만나 각각의 끝에 격벽의 칸막이가 생겨 다핵의 배우자낭이 된다. 그 후 2개의 배우자낭은 접촉부가 녹아 하나가 되고 외벽이 발달되어 접합 포자를 이루게 된다.